# Edmond-Georges Guet
Edmond-Georges Guet né à Saint-Mesmes le 23 avril 1829 et mort dans la même ville le 2 août 1865 est un peintre français.

## Biographie
Élève d'Adolphe Yvon, Edmond-Georges Guet vient à Paris dès 1846 et participe à divers Salons dont le Salon de 1857.
En 1859, il collabore à la décoration de la salle du personnel de l'hôpital de la Charité de Paris[réf. nécessaire], partiellement reconstruite au musée de l'Assistance publique - Hôpitaux de Paris.
Il est inhumé dans un caveau de famille à Saint-Mesmes.
Une plaque en son honneur est apposée sur sa maison natale, où il vécut également, le 26 octobre 2013.

## Œuvres dans les collections publiques
- Messy, église paroissiale : Saint-Joseph et la remise des clefs à Saint-Pierre[3].
- Mulhouse, musée historique : L'Empereur Napoléon III, 1865.
- Paris, Maison de Balzac : La Leçon sur le cadavre.
- Périgueux, musée du Périgord : Le Retour des troupes de Crimée, 1857.
- Saint-Mesmes, église de paroissiale : La Femme adultère, d'après Émile Signol[3].